# Movimento dos direitos civis (1865-1896)
O movimento dos direitos civis (1865-1896) visou eliminar a discriminação racial contra os afro-americanos, melhorar suas oportunidades educacionais e de emprego, e estabelecer seu poder eleitoral, logo após a abolição da escravidão nos Estados Unidos. Entre 1865 e 1895, houve uma significativa mudança na situação da comunidade negra após a abolição da escravidão no Sul.
Imediatamente após a Guerra Civil Americana, o governo federal implementou um programa conhecido como Reconstrução, com o objetivo de reconstruir os estados da antiga Confederação. Os programas federais também forneceram assistência aos ex-escravos e buscaram integrá-los à sociedade como cidadãos. Durante e após esse período, os negros conquistaram uma quantidade substancial de poder político e muitos conseguiram sair da pobreza extrema para a posse de terras. No entanto, o ressentimento de muitos brancos em relação a essas conquistas resultou em uma campanha de violência sem precedentes, realizada por capítulos locais da Ku Klux Klan e, na década de 1870, por grupos paramilitares como os Camisas Vermelhas (Red Shirts) e a Liga Branca (White League).
Em 1896, a Suprema Corte proferiu a decisão no caso Plessy v. Ferguson, um marco que validou a segregação racial "separados, mas iguais" como constitucional. Essa decisão representou um retrocesso significativo para os direitos civis, pois a situação jurídica, social e política da população negra atingiu seu ponto mais baixo. Entre 1890 e 1908, começando pelo Mississippi, os estados do sul aprovaram novas constituições e leis que privaram a maioria dos negros de seus direitos e os excluíram do sistema político, status que foi mantido em muitos casos até a década de 1940.
Grande parte do movimento de reforma inicial durante esse período foi liderada pelos Republicanos Radicais, uma facção do Partido Republicano. No final do século XIX, com a privação do direito de voto em andamento para excluir os negros do sistema político, o movimento lírio-branco também trabalhou para enfraquecer substancialmente o poder dos negros remanescentes no partido. Os principais líderes de direitos civis desse período foram Frederick Douglass (1818-1895) e Booker T. Washington (1856-1915).

## Reconstrução

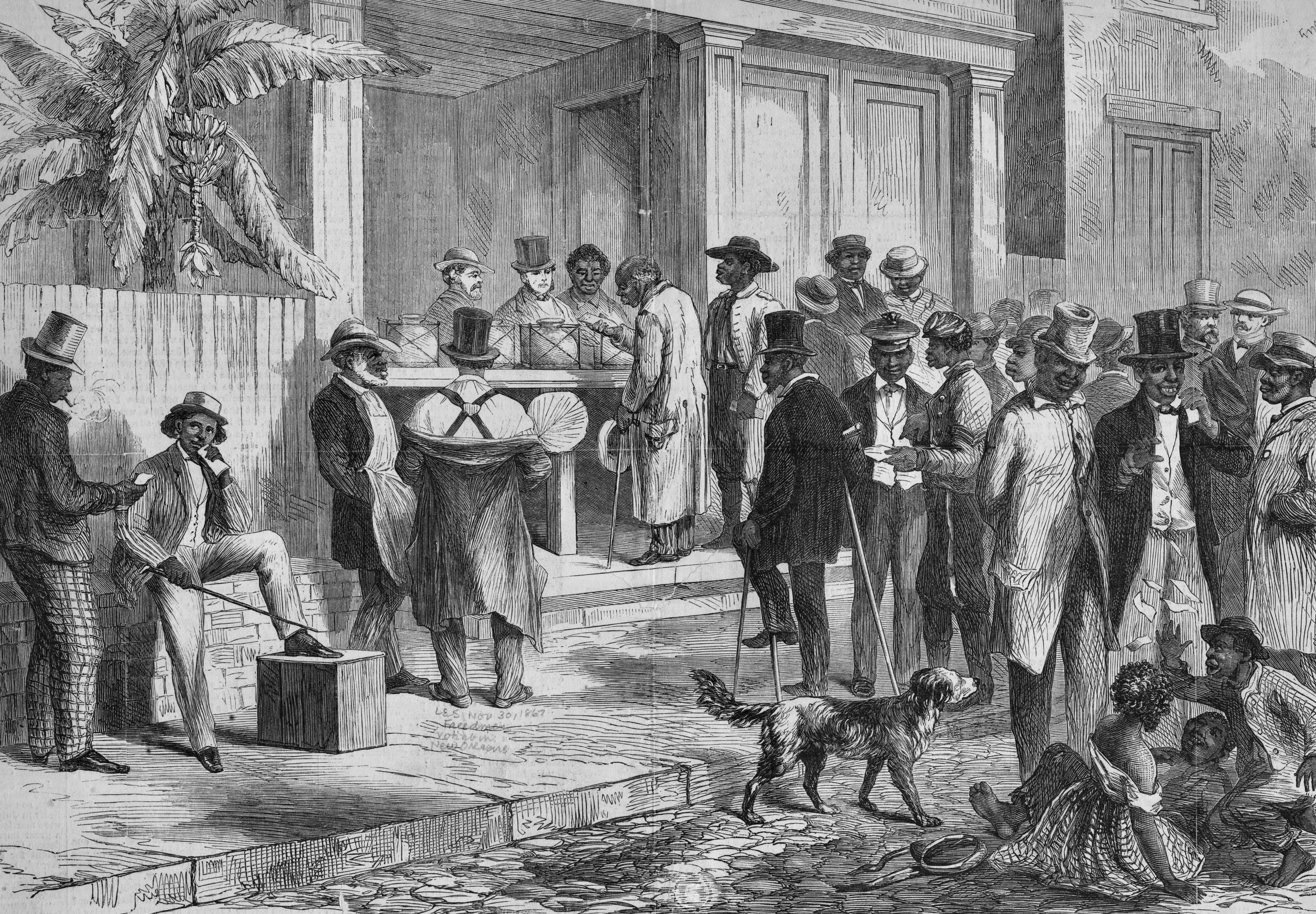
Libertos votando em Nova Orleans, 1867.

A Reconstrução durou desde a Proclamação de Emancipação de Lincoln, em 1º de janeiro de 1863, até o Compromisso de 1877.
Durante esse período, as principais questões enfrentadas pelo Presidente Abraham Lincoln incluíam o status dos ex-escravos (chamados de “Freedmen”), a lealdade e os direitos civis dos ex-rebeldes, o status dos 11 estados ex-Confederados, os poderes do governo federal necessários para evitar uma futura guerra civil, e a questão de saber se o Congresso ou o Presidente tomaria as principais decisões.
As graves ameaças de fome e deslocamento enfrentadas pelos libertos desempregados foram abordadas pela primeira grande agência federal de auxílio, o Escritório dos Libertos (Freedmen's Bureau), operado pelo Exército.
Três “Emendas de Reconstrução” foram aprovadas para expandir os direitos civis dos negros americanos: a Décima Terceira Emenda proibia a escravidão; a Décima Quarta Emenda garantiu direitos iguais para todos e cidadania para os negros; e a Décima Quinta Emenda impedia que a raça fosse usada para privar os homens de seus direitos.
Além das emendas constitucionais, leis aprovadas pelo Congresso desempenharam um papel crucial ao permitir que o governo federal, por meio do novo Departamento de Justiça e dos tribunais federais, aplicasse os novos direitos civis mesmo que os governos estaduais ignorassem o problema. Essas leis incluíam as Leis de Execução de 1870-71 e a Lei de Direitos Civis de 1875.
Os ex-Confederados mantiveram o controle da maioria dos estados do Sul por mais de dois anos. No entanto, a situação mudou quando os Republicanos Radicais ganharam o controle do Congresso nas eleições de 1866. O presidente Andrew Johnson, que buscava condições mais brandas para a reconciliação com os ex-rebeldes, ficou praticamente sem poder e escapou da remoção por um voto no impeachment. O Congresso concedeu o direito de voto aos homens negros e suspendeu temporariamente o direito de muitos ex-líderes confederados de ocupar cargos públicos. Novos governos republicanos chegaram ao poder com base em uma coalizão de Freedmen, juntamente com Carpetbaggers (recém-chegados do Norte) e Scalawags (sulistas brancos nativos).
Eles foram apoiados pelo Exército dos EUA. Seus oponentes alegavam que eram corruptos e violavam os direitos dos brancos. Estado por estado, esses governos perderam o poder para uma coalizão democrata-conservadora, que obteve o controle de todo o Sul por meio de violência e fraude em 1877. Em resposta à Reconstrução Radical, a Ku Klux Klan (KKK) surgiu em 1867 como uma organização supremacista branca que se opunha aos direitos civis dos negros e ao governo republicano. A aplicação rigorosa da Lei da Ku Klux Klan de 1870 pelo presidente Ulysses Grant acabou com a Klan, que se dissolveu.
No entanto, a partir de 1868, as eleições em muitos estados do Sul passaram a ser cada vez mais marcadas por violência para suprimir o voto dos negros. Clubes de rifles tinham milhares de membros. Em 1874, surgiram grupos paramilitares, como a Liga Branca e os Camisas Vermelhas, que trabalhavam abertamente para usar intimidação e violência para reprimir o voto dos negros e desestabilizar o Partido Republicano, visando recuperar o poder político dos brancos nos estados do Sul. Rable os descreveu como o “braço militar do Partido Democrata”.
A Reconstrução terminou após a disputada eleição de 1876 entre o candidato republicano Rutherford B. Hayes e o candidato democrata Samuel J. Tilden. Com um acordo, Hayes assumiu a presidência e o governo federal retirou suas tropas do Sul, deixando os libertos sob o controle dos democratas conservadores brancos, que recuperaram o poder nos governos estaduais.

## O êxodo do Kansas
Após o fim da Reconstrução, muitos negros temiam a Ku Klux Klan, a Liga Branca e as leis Jim Crow, que continuavam a torná-los cidadãos de segunda classe. Motivados por figuras importantes, como Benjamin “Pap” Singleton, cerca de quarenta mil Exodusters deixaram o Sul para se estabelecer no Kansas, Oklahoma e Colorado. Esta foi a primeira migração significativa de negros após a Guerra Civil. Na década de 1880, os negros compraram mais de 20.000 acres (81 km²) de terra no Kansas, e vários dos assentamentos criados nessa época (como Nicodemus, Kansas, fundado em 1877) ainda existem hoje. Muitos negros saíram do Sul acreditando que estavam recebendo passagem gratuita para o Kansas, mas ficaram presos em St. Louis, Missouri. As igrejas negras de St. Louis, juntamente com filantropos orientais, formaram o Conselho de Assistência aos Negros (Colored Relief Board) e a Sociedade de Assistência aos Libertos do Kansas (Kansas Freedmen's Relief Association) para ajudar aqueles que estavam retidos em St. Louis a chegar ao Kansas.
Um grupo específico foi o Kansas Fever Exodus, que consistia em seis mil negros que se mudaram do Mississippi, Louisiana e Texas para o Kansas. Muitos na Louisiana foram inspirados a deixar o estado quando a Convenção Constitucional da Louisiana de 1879 decidiu que o direito de voto era uma questão do governo estadual, e não federal, abrindo caminho para a privação do direito de voto da população negra da Louisiana.
O êxodo não foi universalmente apoiado pelos afro-americanos; na verdade, Frederick Douglass foi um crítico do movimento. Ele achava que o movimento era inoportuno e mal organizado.

## Organização política

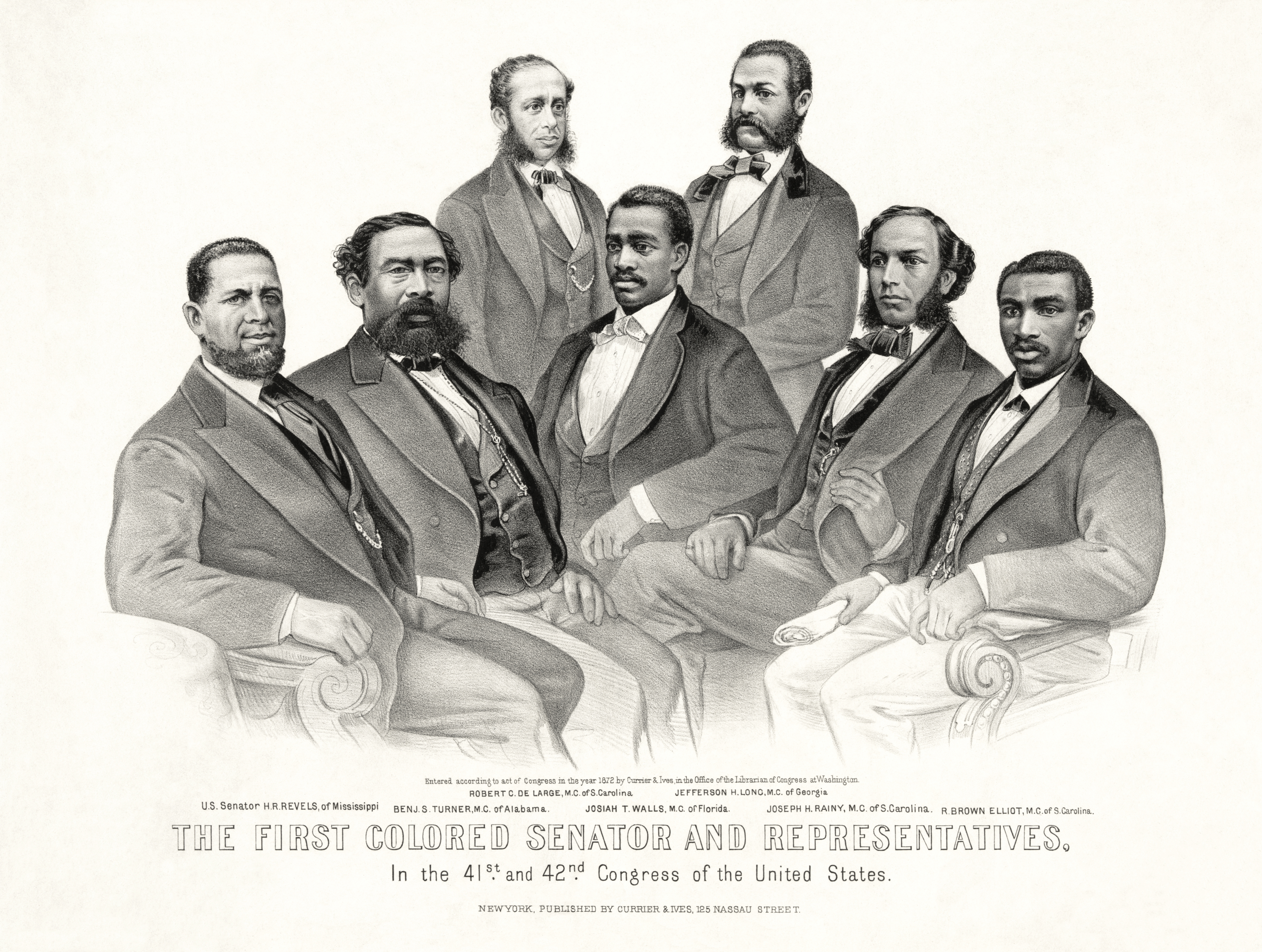
Primeiro senador e representantes de cor: Senador Hiram Revels, do Mississippi, Representantes Benjamin Turner, do Alabama, Robert DeLarge, da Carolina do Sul, Josiah Walls, da Flórida, Jefferson Long, da Geórgia, Joseph Rainey e Robert B. Elliot, da Carolina do Sul.

Os negros de todo o Sul obtiveram o direito de votar em 1870 e se filiaram ao Partido Republicano. A organização típica era por meio da Liga da União (Union League), uma sociedade secreta organizada localmente, mas promovida pelo Partido Republicano nacional. Eric Foner relata:
No final de 1867, parecia que praticamente todo eleitor negro do Sul havia se inscrito na Liga da União, na Liga Leal ou em alguma organização política local equivalente. As reuniões eram geralmente realizadas em uma igreja ou escola negra.
As Ligas da União promoviam organizações semelhantes a milícias, nas quais os negros se uniam para se protegerem contra ataques e intimidações. Os membros eram instruídos a não votar na chapa democrata. As Ligas da União e grupos semelhantes foram violentamente atacados pela KKK após 1869 e, em grande parte, entraram em colapso. Esforços posteriores para reviver a Liga da União foram malsucedidos.
Os ministros negros desempenharam um papel importante na liderança política negra, junto com os recém-chegados que haviam sido negros livres no Norte antes da Guerra Civil. Muitas cidades tinham jornais negros que abordavam questões e mobilizavam a comunidade.

### Faccionalismo
Em todos os estados do Sul, surgiu uma polarização dentro do Partido Republicano, com os negros e seus aliados carpetbaggers formando a facção Black-and-Tan, que enfrentava a facção Lily-White, composta predominantemente por republicanos brancos locais que se opunham à maior participação negra no partido. Os termos para essas facções tornaram-se comuns após 1888, uma década após o fim da Reconstrução. Embora os negros constituíssem a maioria dos eleitores republicanos, recebiam uma pequena fatia do patrocínio. Eles exigiram uma maior participação. Hahn explica as medidas que tomaram:
A assertividade dos negros [...] buscou o poder político local e a independência e começou a construir uma nova identidade política. Os trabalhadores negros pediram contas aos líderes brancos do partido. Eles passaram a controlar a máquina partidária do condado e do distrito. Rejeitaram os candidatos brancos a cargos públicos e os substituíram por candidatos negros. Indicaram chapas eleitorais totalmente negras.
Os representantes da facção Black-and-Tan geralmente prevaleciam nas disputas entre as facções, mas, à medida que os republicanos brancos perdiam as batalhas intrapartidárias, muitos começaram a votar nas chapas conservadoras ou democratas. O Partido Republicano tornou-se "cada vez mais negro com o passar do tempo", à medida que perdia eleitores brancos. O episódio mais dramático foi a Guerra Brooks-Baxter, no Arkansas, em 1874. Michael Les Benedict afirma: “Toda história moderna da Reconstrução enfatiza a contribuição do faccionalismo para o colapso do republicanismo sulista”. Em termos de questões raciais, Sarah Woolfolk Wiggins argumenta:
Os republicanos brancos, assim como os democratas, solicitavam votos de negros, mas relutantemente recompensavam os negros com indicações para cargos somente quando necessário, mesmo assim reservando os cargos de maior escolha para os brancos. Os resultados eram previsíveis: esses gestos de meia-tigela não satisfaziam nem os republicanos negros nem os brancos. A fraqueza fatal do Partido Republicano no Alabama, como em qualquer outro lugar do Sul, foi sua incapacidade de criar um partido político birracial. E enquanto estiveram no poder, mesmo que por pouco tempo, não conseguiram proteger seus membros do terror democrata. Os republicanos do Alabama estavam sempre na defensiva, verbal e fisicamente.

### Populismo
Em 1894, uma onda de agitação agrária varreu as regiões de algodão e tabaco do Sul. O impacto mais dramático ocorreu na Carolina do Norte, onde fazendeiros brancos e pobres que integravam o Partido Populista formaram uma coalizão com o Partido Republicano, que na época era em grande parte controlado por negros nas terras baixas e brancos pobres nos distritos montanhosos. Essa coalizão assumiu o controle da legislatura estadual em 1894 e 1896, e do governo em 1896. O legislativo estadual reduziu os requisitos de propriedade, expandindo a franquia para a maioria branca do estado, bem como para os negros. Em 1895, o Legislativo recompensou seus aliados negros com patrocínios, nomeando 300 magistrados negros em distritos do leste, além de xerifes e policiais municipais. Eles também receberam algum patrocínio federal do congressista da coalizão e patrocínio estadual do governador.
Determinados a recuperar o poder, os democratas brancos lançaram uma campanha baseada na supremacia branca e no medo da miscigenação. A campanha eleitoral de supremacia branca de 1898 foi bem-sucedida, e os democratas recuperaram o controle da legislatura estadual. No entanto, Wilmington, a maior cidade com uma população majoritariamente negra, elegeu um governo fusionista birracial, com um prefeito branco e dois terços do conselho municipal compostos por brancos. Os democratas já haviam planejado derrubar o governo caso perdessem a eleição e prosseguiram com a Insurreição de Wilmington de 1898. Os democratas expulsaram os negros e as autoridades fusionistas da cidade, atacaram o único jornal negro do estado e multidões brancas atacaram áreas negras da cidade, matando e ferindo muitos, e destruindo casas e empresas construídas desde a guerra. Estima-se que 2.100 pessoas negras deixaram a cidade permanentemente, resultando em uma maioria branca. Não houve mais insurgências em nenhum estado do Sul que tivesse uma coalizão populista negra bem-sucedida em nível estadual. Em 1899, a legislatura da Carolina do Norte, dominada pelos democratas brancos, aprovou uma emenda de sufrágio que privava a maioria dos negros de seus direitos. Na prática, muitos negros não recuperariam o direito de votar até a aprovação da Lei Federal de Direitos de Voto de 1965.

## Condições econômicas e sociais
A grande maioria dos negros nesse período era de agricultores. Entre eles, havia quatro grupos principais, três dos quais trabalhavam para os proprietários de terras brancos: fazendeiros arrendatários, meeiros e trabalhadores agrícolas. O quarto grupo era composto pelos negros que possuíam suas próprias fazendas e, portanto, eram, até certo ponto, independentes do controle econômico dos brancos.

### Elementos urbanos
Em 1860, o Sul possuía relativamente poucas cidades de qualquer tamanho. Contudo, durante e após a guerra, refugiados negros e brancos migraram das áreas rurais para os centros urbanos. Com o aumento da população negra nas cidades, surgiu uma classe de liderança composta por ministros, profissionais liberais e empresários. Esses líderes geralmente consideravam os direitos civis uma prioridade elevada. Apesar disso, a grande maioria dos negros urbanos nos Estados Unidos era composta por trabalhadores de colarinho azul, muitas vezes não qualificados ou pouco qualificados. O historiador August Meier relata:
A partir do final da década de 1880, houve um notável desenvolvimento dos negócios dos negros - bancos e companhias de seguros, agentes funerários e lojas de varejo [...] Isso ocorreu em uma época em que barbeiros negros, alfaiates, fornecedores, ferroviários, ferreiros negros e outros artesãos estavam perdendo seus clientes brancos. Dependendo do mercado negro, os promotores dos novos empreendimentos naturalmente mantiveram o espírito de autoajuda e solidariedade racial.

#### Memphis

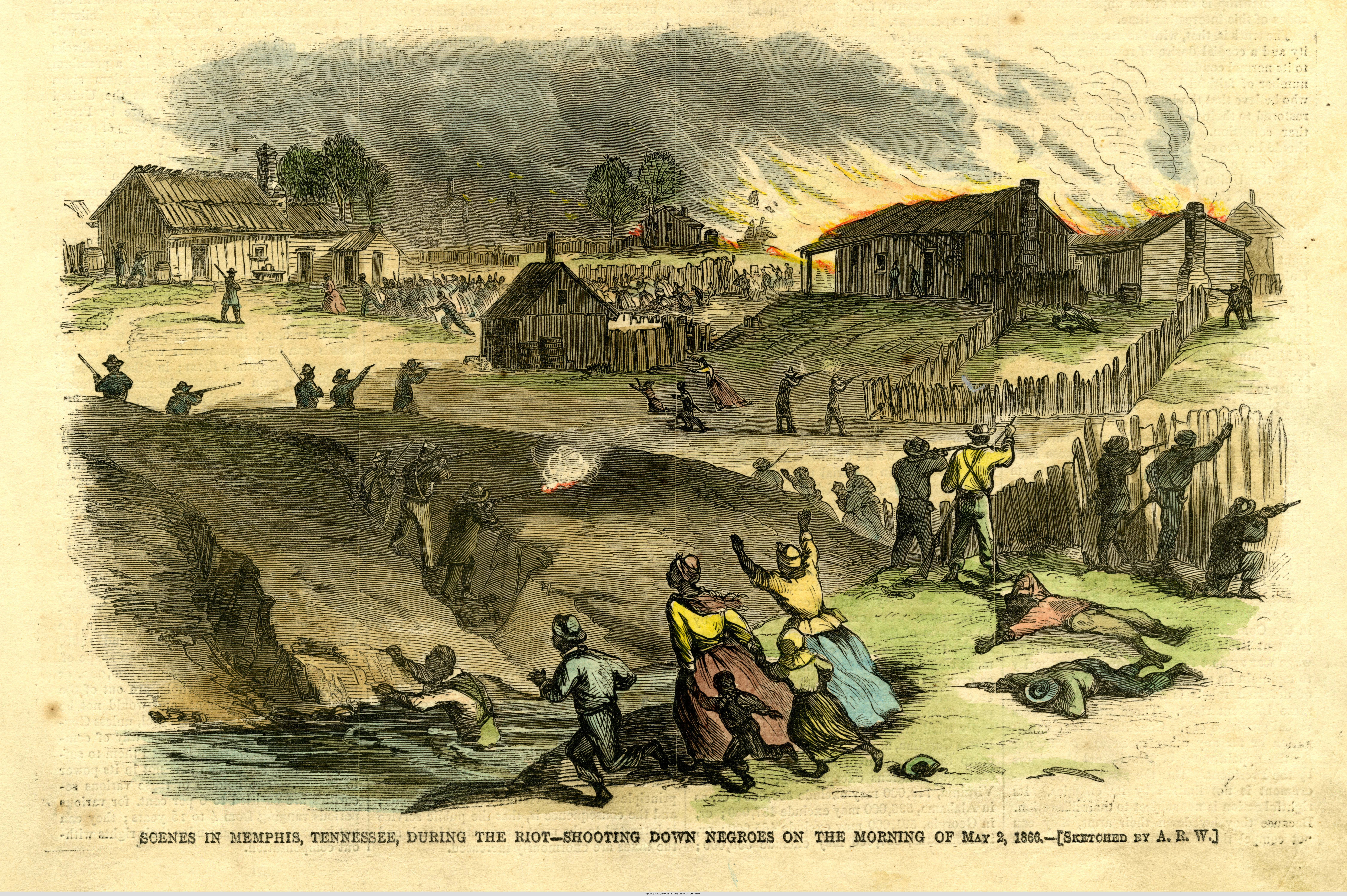
Os negros em Memphis estão sendo atacados, Harper's Weekly, 26 de maio de 1866.

Durante a guerra, milhares de escravos fugiram das plantações rurais e se dirigiram para as linhas da União. O Exército estabeleceu um campo de contrabando próximo a Memphis, Tennessee. Em 1865, a população negra na cidade havia alcançado 20.000 pessoas, um aumento de sete vezes em relação aos 3.000 de antes da guerra. A presença de soldados negros da União gerou ressentimento entre os católicos irlandeses da cidade, que competiam com os negros por empregos não qualificados. Em 1866, ocorreu um grande tumulto, no qual brancos atacaram negros. Quarenta e cinco negros foram mortos e quase o dobro ficaram feridos; grande parte de suas moradias improvisadas foi destruída. Em 1870, a população negra era de 15.000 pessoas em uma cidade com um total de 40.226 habitantes.
Robert Reed Church (1839-1912), um liberto, foi o primeiro milionário negro do Sul. Ele fez sua fortuna com especulação imobiliária na cidade, grande parte dela após Memphis ter sido despovoada devido a epidemias de febre amarela. Church fundou o primeiro banco de propriedade negra da cidade, o Solvent Savings Bank, o que permitiu à comunidade negra obter empréstimos para abrir empresas. Ele se envolveu profundamente na política republicana local e nacional e direcionou o patrocínio para a comunidade negra. Seu filho tornou-se um importante político em Memphis. Church era um líder da sociedade negra e um benfeitor de várias causas. Devido à queda na população da cidade, os negros ganharam novas oportunidades. Eles foram contratados para a força policial como patrulheiros e mantiveram seus cargos até 1895, quando a segregação imposta os forçou a deixar seus postos.

#### Atlanta
Atlanta, Geórgia, havia sido devastada durante a guerra, mas, como um importante centro ferroviário, reconstruiu-se rapidamente, atraindo muitos migrantes rurais. Entre 1860 e 1870, a população do condado de Fulton, do qual Atlanta é a sede, mais que dobrou, passando de 14.000 para 33.000 habitantes. Em um padrão observado em todo o Sul, muitos libertos se mudaram das plantações para as cidades em busca de trabalho e para formar comunidades próprias. A proporção de negros no condado de Fulton passou de 20,5% em 1860 para 45,7% em 1870. Atlanta rapidamente se tornou um importante centro nacional de educação para negros. O corpo docente e os alunos proporcionaram um ambiente de apoio para discussões e ativismo sobre direitos civis. A Universidade de Atlanta foi fundada em 1865. A precursora do Morehouse College foi inaugurada em 1867, e a Universidade Clark foi inaugurada em 1869. O que hoje é a Spelman College foi fundado em 1881, e a Morris Brown College foi inaugurada em 1885. Esses fatores contribuíram para o estabelecimento de uma das mais antigas e bem estabelecidas elites afro-americanas do país em Atlanta.

#### Filadélfia
Filadélfia, na Pensilvânia, era uma das maiores cidades ao norte da linha Mason-Dixon e atraía muitos negros livres antes da Guerra Civil. Eles geralmente residiam nos bairros de Southwark e Moyamensing. Na década de 1890, esses bairros tinham uma reputação negativa em termos de criminalidade, pobreza e mortalidade. W.E.B. Du Bois, em seu estudo sociológico pioneiro The Philadelphia Negro (1899), desafiou esses estereótipos com evidências empíricas. Sua pesquisa abordou a segregação e seu impacto negativo sobre a vida e a reputação dos negros. Os resultados levaram Du Bois a concluir que a integração racial era fundamental para a igualdade democrática nas cidades americanas.

## Educação
A comunidade afro-americana empenhou-se em uma luta prolongada por escolas públicas de qualidade. A historiadora Hilary Green afirma que "não se tratou apenas de uma luta pelo acesso à literacia e à educação, mas de uma luta pela liberdade, pela cidadania e por uma nova ordem social no pós-guerra". A comunidade negra e seus apoiantes brancos no Norte enfatizaram o papel fundamental da educação como base para o estabelecimento da igualdade nos direitos civis. Leis contra a alfabetização, que se aplicavam tanto a negros livres quanto a escravizados, estavam em vigor em muitos estados do Sul desde a década de 1830. O analfabetismo generalizado tornava urgente a criação de novas oportunidades de escolarização, incluindo escolas privadas e escolas públicas para crianças negras financiadas por impostos estatais, como uma prioridade para a agenda afro-americana. Durante a Reconstrução, os estados aprovaram leis adequadas, mas a aplicação foi fraca na maioria das áreas rurais e teve resultados desiguais nas áreas urbanas. Após o fim da Reconstrução, o financiamento público era limitado, mas negros locais, grupos religiosos nacionais e filantropos ajudaram a suprir a necessidade.
As escolas públicas integradas implicavam a contratação de professores brancos locais como responsáveis, o que gerava desconfiança. A liderança negra geralmente apoiava escolas segregadas exclusivamente para negros, preferindo diretores e professores negros ou, nas escolas privadas, brancos altamente comprometidos patrocinados pelas igrejas do Norte. Durante a Reconstrução e até a década de 1950, as escolas públicas eram predominantemente segregadas em todo o Sul, com Nova Orleans sendo uma exceção parcial, pois suas escolas estavam geralmente integradas durante esse período.
Na era da Reconstrução, o Escritório dos Libertos estabeleceu 1.000 escolas em todo o Sul para crianças negras, utilizando fundos federais. As matrículas eram elevadas e a resposta era entusiástica. No total, o escritório gastou 5 milhões de dólares na criação de escolas para negros e, ao final de 1865, mais de 90.000 libertos estavam matriculados em escolas públicas. O currículo escolar era semelhante ao das escolas do Norte. No entanto, ao final da Reconstrução, o financiamento estatal para escolas destinadas a negros era mínimo e as instalações eram bastante precárias.
Muitos professores do Escritório dos Libertos eram mulheres do Norte bem formadas, motivadas pela religião e pelo abolicionismo. Metade dos professores eram brancos do Sul, um terço eram negros e um sexto eram brancos do Norte. Os homens negros eram ligeiramente mais numerosos do que as mulheres negras. O salário era o principal incentivo, exceto para os professores do Norte, que eram geralmente financiados por organizações nortistas e tinham uma motivação humanitária. Como grupo, apenas os professores negros mostraram um compromisso duradouro com a igualdade racial e foram os mais propensos a continuar na profissão.

### Ensino secundário e superior
Quase todos os colégios do Sul eram estritamente segregados, e um número limitado de colégios do Norte aceitava estudantes negros. Para proporcionar educação além do ensino básico, foram criadas escolas privadas em todo o Sul, principalmente pelas igrejas e especialmente pelas denominações do Norte. Essas escolas focavam no trabalho de nível secundário e ofereciam uma quantidade limitada de educação universitária. As mensalidades eram baixas, o que permitia que as igrejas nacionais e locais frequentemente financiassem essas instituições e subsidiavam alguns professores. A maior organização dedicada a essa causa era a Associação Missionária Americana (American Missionary Association), patrocinada principalmente pelas igrejas Congregacionais da Nova Inglaterra.
Em 1900, as igrejas do Norte e as organizações que patrocinavam geriam 247 escolas para negros em todo o Sul, com um orçamento de cerca de 1 milhão de dólares. Essas instituições empregavam 1.600 professores e atendiam 46.000 alunos. Entre as escolas privadas de destaque estavam a Universidade Fisk em Nashville, a Universidade de Atlanta e o Instituto Hampton na Virgínia. Algumas dessas instituições foram fundadas em estados do Norte, como a Universidade Howard, uma escola federal sediada em Washington, D.C.
Em 1890, o Congresso ampliou o plano de concessão de terras para incluir o apoio federal a faculdades patrocinadas pelo Estado em todo o Sul. Essa legislação exigia que os estados do Sul, com sistemas segregados, criassem faculdades para negros como instituições de concessão de terras, garantindo que todos os estudantes tivessem a oportunidade de estudar nesses locais. O Instituto Agrícola e Normal de Hampton teve importância nacional por estabelecer padrões para o ensino industrial. Ainda mais influente foi a Escola Normal de Tuskegee para professores negros, fundada em 1881 pelo estado do Alabama e dirigida por Booker T. Washington, ex-aluno de Hampton, até sua morte em 1915. Em outras localidades, em 1900, havia poucos estudantes negros matriculados em cursos universitários.
Antes da Guerra Civil, apenas 22 negros haviam concluído o ensino superior. O Oberlin College, em Ohio, foi pioneiro, formando seu primeiro aluno negro em 1844. O número de licenciados negros aumentou rapidamente: 44 na década de 1860; 313 na década de 1870; 738 na década de 1880; 1.126 na década de 1890; e 1.613 na década de 1900-1909. Esses graduados tornaram-se profissionais, com 54% deles atuando como professores, 20% como clérigos, e outros como médicos, advogados ou editores. A riqueza média desses graduados era de cerca de 15.000 dólares. Muitos forneceram apoio intelectual e organizacional para projetos cívicos, especialmente atividades de direitos civis em nível local. Embora as faculdades e academias fossem geralmente mistas, o papel das mulheres como estudantes e professoras foi amplamente ignorado pelos historiadores até recentemente.

### Financiamento e filantropia
O financiamento da educação da população negra no Sul provinha de várias fontes. De 1860 a 1910, denominações religiosas e filantropos contribuíram com cerca de 55 milhões de dólares. Os próprios negros, através de suas igrejas, arrecadaram mais de 22 milhões de dólares. Os estados do Sul gastaram cerca de 170 milhões de dólares em impostos para escolas para negros e aproximadamente seis vezes esse montante em escolas para brancos.
Grande parte da filantropia dos ricos do Norte foi direcionada à educação dos negros do Sul. O maior financiamento inicial veio do Fundo Educacional da Peabody, criado com uma doação de 3,5 milhões de dólares por George Peabody, originário de Massachusetts, que fez fortuna no setor financeiro em Baltimore e Londres. Ele doou esse montante para “incentivar a educação intelectual, moral e industrial das crianças carentes dos Estados do Sul”.
O Fundo John F. Slater para a Educação de Libertos foi estabelecido em 1882 com 1,5 milhões de dólares para “elevar a população legalmente emancipada dos Estados do Sul e sua posteridade”. Após 1900, somas ainda maiores foram aportadas pelo Conselho Geral de Educação de Rockefeller, Andrew Carnegie e a Fundação Rosenwald.
Em 1900, a população negra dos Estados Unidos alcançou 8,8 milhões de pessoas, com a maioria vivendo no Sul rural. A população em idade escolar era de 3 milhões, dos quais metade frequentava a escola. Eram ensinados por 28.600 professores, a grande maioria negros. A escolaridade, tanto para brancos quanto para negros, focava em crianças mais novas a ler, escrever e contar. Havia apenas 86 escolas secundárias para negros no Sul e 6 no Norte. Essas 92 escolas tinham 161 professores e 111 professoras, e ensinavam 5.200 alunos no ensino secundário. Em 1900, apenas 646 negros haviam concluído o ensino secundário.

## Religião
As igrejas negras desempenharam um papel crucial no movimento pelos direitos civis. Eram o grupo comunitário central em torno do qual os republicanos negros organizavam seu partidarismo. A grande maioria das igrejas batistas e metodistas negras tornou-se rapidamente independente das denominações nacionais ou regionais, essencialmente brancas, após 1865. As congregações batistas negras fundaram suas próprias associações e convenções, e seus ministros se tornaram os principais porta-vozes políticos de suas congregações. As mulheres negras encontraram seu próprio espaço em organizações patrocinadas pela igreja, como coros, projetos missionários, escolas da igreja e escolas dominicais.
Em São Francisco, havia três igrejas negras no início da década de 1860. Elas buscavam representar os interesses da comunidade negra, fornecer liderança espiritual e rituais, organizar ajuda para os necessitados e lutar contra as tentativas de negar os direitos civis dos negros. As igrejas negras de São Francisco receberam apoio decisivo do Partido Republicano local. Na década de 1850, os democratas controlavam o estado e promulgaram legislação anti-negra. Apesar de a escravidão nunca ter existido na Califórnia, as leis eram severas. O Partido Republicano chegou ao poder no início da década de 1860 e rejeitou a exclusão e o racismo legislativo. Os líderes republicanos se uniram aos ativistas negros para conquistar direitos legais, especialmente no que diz respeito ao direito de voto, à frequência em escolas públicas, à igualdade de tratamento nos transportes públicos e ao acesso igualitário ao sistema judicial.
Os afro-americanos, uma vez libertos da escravidão, foram muito ativos na formação de suas próprias igrejas, principalmente batistas ou metodistas, e atribuíram aos seus ministros papéis de liderança moral e política.
No processo de auto-segregação, praticamente todos os negros abandonaram as igrejas brancas, restando poucas congregações racialmente integradas (com exceção de algumas igrejas católicas na Louisiana). Quatro organizações principais competiram para formar novas igrejas metodistas compostas por homens livres no Sul. Eram elas: a Igreja Metodista Episcopal Africana, fundada em Filadélfia, Pensilvânia; a Igreja Episcopal Metodista Africana de Sião, fundada em Nova Iorque; a Igreja Episcopal Metodista de Cor (patrocinada pela Igreja Episcopal Metodista branca do Sul); e a Igreja Episcopal Metodista (metodistas brancos do Norte). Em 1871, os metodistas do Norte tinham 88.000 membros negros no Sul e haviam fundado numerosas escolas para eles.
Durante a Era da Reconstrução, os negros eram o elemento central do Partido Republicano, e os ministros desempenhavam um papel político poderoso. Eles podiam ser mais francos, pois não dependiam essencialmente do apoio dos brancos, ao contrário dos professores, políticos, homens de negócios e agricultores arrendatários. Seguindo o princípio exposto por Charles H. Pearce, um ministro da AME na Flórida, que afirmou: “Um homem neste estado não pode cumprir todo o seu dever como ministro se não defender os interesses políticos de seu povo”, mais de 100 ministros negros foram eleitos para as legislaturas estaduais durante a Reconstrução. Vários serviram no Congresso, e um, Hiram Revels, no Senado dos EUA.

### Metodistas

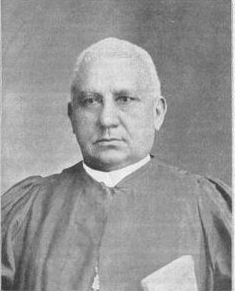
Bispo Henry McNeal Turner, líder da AME na Geórgia.

A mais bem organizada e ativa das igrejas negras era a Igreja Episcopal Metodista Africana (AME). Na Geórgia, o bispo da AME, Henry McNeal Turner (1834-1915), tornou-se um dos principais porta-vozes da justiça e da igualdade. Turner foi pastor, escritor, editor de jornais, debatedor, político, capelão do Exército e um dos principais líderes da organização metodista negra na Geórgia e no Sudeste dos Estados Unidos. Durante a Guerra Civil, em 1863, Turner foi nomeado o primeiro capelão negro das tropas de cor dos Estados Unidos. Posteriormente, foi nomeado para o Escritório dos Libertos na Geórgia, estabelecendo-se em Macon, onde foi eleito para a legislatura estadual em 1868, durante a Reconstrução. Turner fundou muitas igrejas AME na Geórgia e, em 1880, foi eleito como o primeiro bispo sulista da Igreja AME após uma feroz disputa interna. Lutou contra as leis Jim Crow e promoveu o nacionalismo negro, defendendo a emigração dos negros para a África e apoiando a colônia negra americana na Libéria. Turner também criou orgulho negro ao proclamar que “Deus é negro”.
Havia uma segunda igreja metodista exclusivamente negra, a Igreja Episcopal Metodista Africana de Sião (AMEZ). A AMEZ era menor do que a AME, em parte porque alguns dos seus ministros não tinham autoridade para realizar casamentos e muitos evitavam papéis políticos. Suas finanças eram fracas e, em geral, sua liderança não era tão forte quanto a da AME. No entanto, a AMEZ se destacou entre as denominações protestantes na ordenação de mulheres e na atribuição de papéis significativos a elas. Um líder influente da AMEZ foi o bispo James Walker Hood (1831-1918), da Carolina do Norte, que não só criou e promoveu a rede de igrejas AMEZ na Carolina do Norte, mas também foi o grão-mestre de toda a região Sul da Loja Maçônica Prince Hall, uma organização secular que reforçava as forças políticas e econômicas na comunidade negra.
Além das igrejas exclusivamente negras, muitos metodistas negros estavam associados à Igreja Metodista do Norte, enquanto outros estavam ligados à Colored Methodist Episcopal Church (CME), uma ramificação da Igreja Metodista do Sul branca. Em geral, os ministros negros mais ativos politicamente estavam na AME.

### Batistas
Ao contrário dos metodistas, que tinham uma estrutura hierárquica liderada por bispos, as igrejas batistas eram em grande parte independentes umas das outras, embora se unissem para atividades missionárias, especialmente missões na África. As mulheres batistas também trabalharam arduamente para criar uma esfera parcialmente independente dentro da denominação.

### Igrejas urbanas
A grande maioria dos negros vivia nas zonas rurais, onde os cultos eram realizados em pequenos edifícios improvisados. Nas cidades, as igrejas negras eram mais visíveis e desempenhavam um papel central na vida comunitária. Além dos serviços religiosos regulares, as igrejas urbanas promoviam uma variedade de atividades, incluindo reuniões de oração programadas, sociedades missionárias, clubes de mulheres, grupos de jovens, palestras públicas e concertos musicais. Os reavivamentos, realizados regularmente, duravam semanas e atraíam grandes multidões, que participavam de forma entusiástica e ruidosa.
As atividades caritativas eram abundantes, com as igrejas oferecendo cuidados para os doentes e necessitados. Igrejas maiores mantinham programas sistemáticos de educação, além das escolas dominicais e grupos de estudo bíblico. Elas ofereciam aulas de alfabetização para ajudar os membros mais velhos a ler a Bíblia. Muitas vezes, os colégios privados para negros, como o Fisk em Nashville, começaram em caves das igrejas. Além disso, as igrejas apoiavam a comunidade de pequenos comerciantes em dificuldades.
O papel político das igrejas era particularmente significativo. Elas acolhiam reuniões de protesto, comícios e convenções do Partido Republicano. Leigos e ministros proeminentes participavam ativamente da política, negociando acordos e frequentemente concorrendo a cargos públicos até que o direito de voto fosse restrito na década de 1890. Na década de 1880, a proibição de bebidas alcoólicas também era uma questão política importante, facilitando a colaboração com protestantes brancos que compartilhavam a mesma opinião. O pastor desempenhava um papel crucial na tomada de decisões dentro da igreja. Seus salários variavam entre 400 e mais de 1500 dólares por ano, além de alojamento, numa época em que 50 centavos por dia era um pagamento razoável para trabalho físico não qualificado.
Embora os metodistas começassem a procurar ministros com formação universitária ou seminários, a maioria dos batistas acreditava que a educação formal poderia prejudicar a intensa religiosidade e as habilidades oratórias que valorizavam em seus ministros.
Após 1910, com a migração dos negros para as grandes cidades do Norte e do Sul, surgiram igrejas muito grandes com milhares de membros e pessoal pago, lideradas por pregadores influentes. Ao mesmo tempo, muitas igrejas menores com apenas algumas dezenas de membros também coexistiam.

### Interpretação religiosa da história
Os sulistas profundamente religiosos viam a mão de Deus na história, interpretando os eventos como demonstrações de Sua ira contra a pecaminosidade ou como recompensas pelo sofrimento. O historiador Wilson Fallin analisou os sermões de pregadores batistas brancos e negros após a Guerra Civil. Os pregadores brancos do Sul afirmavam que:
Deus os castigou e deu-lhes uma missão especial - manter a ortodoxia, o biblicismo rigoroso, a piedade pessoal e as relações raciais tradicionais. A escravatura, insistiam eles, não tinha sido pecaminosa. Pelo contrário, a emancipação era uma tragédia histórica e o fim da Reconstrução era um sinal claro do favor de Deus.
Em nítido contraste, os pregadores negros interpretavam a Guerra Civil como:
a sua independência, o seu culto à sua maneira, a afirmação do seu valor e dignidade e a proclamação da paternidade de Deus e da fraternidade dos homens. Acima de tudo, podiam formar as suas próprias igrejas, associações e convenções. Estas instituições ofereciam autoajuda e elevação racial, e proporcionavam locais onde o evangelho da libertação podia ser proclamado. Em consequência, os pregadores negros continuavam a insistir que Deus os protegeria e ajudaria; Deus seria a sua rocha numa terra tempestuosa.

## Deterioração do estatuto
Após 1880, as condições legais para os negros deterioraram-se significativamente, deixando-os quase sem capacidade de resistência. Em 1890, os aliados do Norte no Partido Republicano tentaram reverter essa deterioração por meio de legislação federal, mas falharam. Todos os estados do Sul adotaram códigos que exigiam a segregação na maioria dos locais públicos, conhecidos como leis Jim Crow, que persistiram até 1964, quando foram revogados pelo Congresso.
Entre 1890 e 1905, os estados do Sul reduziram sistematicamente o número de negros autorizados a votar para cerca de 2%, utilizando restrições que burlavam a 15ª Emenda sem mencionar explicitamente a raça. Essas restrições incluíam requisitos de alfabetização, leis de registro de eleitores e impostos sobre as sondagens. Em 1896, o Supremo Tribunal dos EUA decidiu a favor das leis Jim Crow no caso Plessy v. Ferguson, declarando que as instalações “separadas, mas iguais” para os negros eram legais de acordo com a 14ª Emenda.

### Leis Jim Crow e segregação
Em 1866, os códigos negros de sete estados do Sul tornavam o casamento entre pessoas do mesmo sexo ilegal. As novas legislaturas republicanas em seis desses estados revogaram essas leis restritivas. No entanto, quando os democratas retornaram ao poder, as restrições foram reinstauradas. Somente em 1967, o Supremo Tribunal dos Estados Unidos, no caso Loving contra Virginia, declarou que todas as disposições semelhantes em 16 estados eram inconstitucionais.
Uma das principais preocupações na década de 1860 era como distinguir entre negros e brancos em uma sociedade onde homens brancos e mulheres negras escravizadas tinham tido muitos filhos. Por um lado, a reputação de uma pessoa como negra ou branca frequentemente era decisiva. Por outro lado, muitas leis usavam o critério da “gota de sangue”, onde qualquer antecessor negro legalmente colocava uma pessoa na categoria negra. Inicialmente, a segregação legal se aplicava apenas à escolaridade e ao casamento, mas isso mudou na década de 1880, quando novas leis Jim Crow impuseram a separação física das raças em locais públicos.
De 1890 a 1908, os estados do Sul destituíram efetivamente a maioria dos eleitores negros e muitos brancos pobres, dificultando o registro de eleitores por meio de impostos, testes de alfabetização e outros dispositivos arbitrários. Essas leis de segregação impuseram um estatuto de segunda classe aos negros, estabelecendo o sistema conhecido como Jim Crow, que perdurou até o movimento dos direitos civis.
As atividades políticas em prol da igualdade frequentemente giravam em torno de questões de transporte, como a segregação em bondes e ferrovias. Desde a década de 1850, foram movidas ações judiciais contra bondes e ferrovias segregados, tanto no Norte quanto no Sul. Entre os autores de ações notáveis estavam Elizabeth Jennings Graham, em Nova York; Charlotte L. Brown e Mary Ellen Pleasant, em São Francisco; Ida B. Wells, em Memphis, Tennessee; e Robert Fox, em Louisville, Kentucky.

### Linchamento
Os ataques de linchamento contra negros, especialmente no Sul, aumentaram no final do século XIX. Os criminosos raramente eram presos ou condenados. Entre 1882 e 1901, cerca de 3.500 afro-americanos e 1.300 brancos foram linchados nos Estados Unidos, com o ano de 1892 sendo o de maior pico.
A frequência dos linchamentos e os episódios que os desencadeavam variavam de estado para estado, dependendo das relações raciais locais. Os linchamentos eram mais comuns em contextos de deterioração econômica para os brancos pobres em áreas com muitos negros, como o baixo preço do algodão na década de 1890. Ida B. Wells (1862-1931) usou seu jornal em Memphis, Tennessee, para denunciar os linchamentos e, temendo por sua vida, fugiu para os bairros mais pacíficos de Chicago em 1892, onde continuou sua cruzada. A oposição nacionalmente organizada aos linchamentos começou com a formação da Associação Nacional para o Progresso das Pessoas de Cor (NAACP) em 1909. Foram registrados 82 linchamentos em 1909 e apenas 10 em 1929.

### Imagens públicas
No final do século XIX, a grande mídia nacional e local frequentemente estereotipava os negros como criminosos, selvagens ou figuras cômicas. Eram descritos como supersticiosos, preguiçosos, violentos e imorais, sendo frequentemente alvo de humor e retratados como uma ameaça à vida civilizada. Booker T. Washington, então presidente da faculdade do Alabama, tornou-se um proeminente crítico desses estereótipos negativos. De acordo com seu biógrafo Robert J. Norrell, Washington:
desafiou as posições ideológicas dos sulistas brancos em várias frentes. Sua ênfase no progresso dos negros contrariou a insistência dos supremacistas brancos na degeneração e criminalidade dos negros. Sua declaração de afeto e lealdade aos sulistas brancos desafiou a crença dos nacionalistas brancos de que todos os negros eram inimigos étnicos. Ao mesmo tempo, Washington demonstrou aos brancos do norte que ele e seus companheiros negros eram americanos leais e patriotas, herdeiros legítimos e merecedores da interpretação de Lincoln dos valores democráticos [...] Os afro-americanos aceitaram a natureza inerentemente competitiva da sociedade americana e queriam apenas uma chance justa de provar seu valor.

## Liderança
Grande parte da liderança política negra durante a Reconstrução veio do ministério e de veteranos da Guerra Civil da União, enquanto a liderança política branca era composta principalmente por veteranos e advogados. Jovens negros ambiciosos enfrentavam dificuldades para se tornar advogados, com poucas exceções notáveis, como James T. Rapier, Aaron Alpeoria Bradley e John Mercer Langston.
A classe alta da população negra era predominantemente mulata e havia sido libertada antes da guerra. Durante a Reconstrução, 19 dos 22 membros negros do Congresso eram mulatos. Esse grupo de negros mais ricos e mestiços também formava a maioria dos líderes do movimento pelos direitos civis do século XX. De acordo com Hahn, o elemento mulato tinha um poder desproporcional na política negra na Carolina do Sul e na Louisiana. No entanto, muitos líderes importantes eram de pele escura e ex-escravos.

### Anna J. Cooper
Em 1892, Anna J. Cooper (1858-1964) publicou A Voice from the South: By A Woman from the South. Este livro gerou muitos discursos em que ela reivindicava os direitos civis e os direitos das mulheres, tornando-se uma das primeiras articulações do feminismo negro. A obra apresentou uma visão de autodeterminação por meio da educação e da elevação social das mulheres afro-americanas. A tese central de Cooper era que o progresso educacional, moral e espiritual das mulheres negras melhoraria a posição geral de toda a comunidade afro-americana.
Cooper argumentava que a natureza violenta dos homens muitas vezes se opunha aos objetivos da educação superior, e que promover mais intelectuais femininas poderia trazer maior elegância à educação. Embora alguns críticos considerassem essa visão como uma submissão ao culto da feminilidade do século XIX, outros a reconheceram como um dos argumentos mais importantes para o feminismo negro no século XIX. Cooper acreditava que era dever das mulheres negras instruídas e bem-sucedidas apoiar suas colegas desprivilegiadas na conquista de seus objetivos. Seus ensaios também abordavam uma variedade de tópicos, incluindo o racismo, as realidades socioeconômicas das famílias negras e a administração da Igreja Episcopal.

### Frederick Douglass

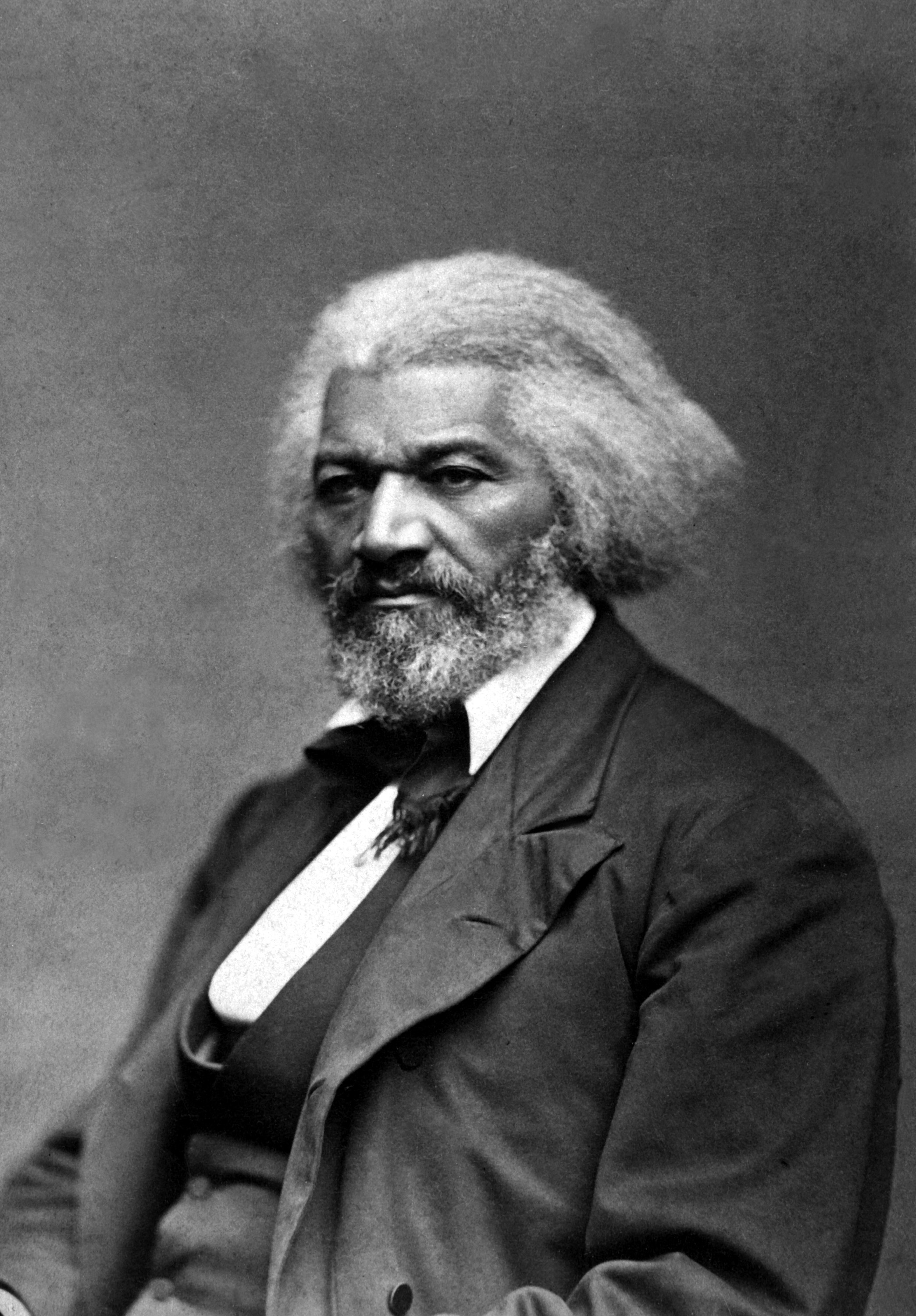
Frederick Douglass, (1818–1895).

Frederick Douglass foi um abolicionista incansável e uma das figuras mais influentes do século XIX. Como escravo fugitivo, Douglass se tornou um autor, editor, palestrante e diplomata renomado. Seu biógrafo destaca que:
O afro-americano mais influente do século XIX, Douglass fez carreira agitando a consciência americana. Ele falou e escreveu em nome de uma variedade de causas reformistas: direitos das mulheres, temperança, paz, reforma agrária, educação pública gratuita e abolição da pena capital. Mas ele dedicou a maior parte de seu tempo, imenso talento e energia ilimitada para acabar com a escravidão e conquistar direitos iguais para os afro-americanos. Essas foram as preocupações centrais de sua longa carreira de reformador. Douglass entendia que a luta pela emancipação e igualdade exigia uma agitação vigorosa, persistente e inflexível. E ele reconhecia que os afro-americanos deveriam desempenhar um papel de destaque nessa luta. Menos de um mês antes de sua morte, quando um jovem negro solicitou seu conselho para um afro-americano que estava começando no mundo, Douglass respondeu sem hesitar: “Agite! Agite! Agite!

### Principais personagens
- Norris Wright Cuney (1846-1898): Organizador sindical de Galveston, Texas, e presidente do Partido Republicano do Texas. Cuney foi uma figura importante na política e no ativismo sindical da época;[192]
- Timothy Thomas Fortune (1856-1928): Jornalista, editor e fundador da Liga Nacional Afro-Americana. Fortune foi um influente defensor dos direitos civis e da igualdade racial;[193]
- John Mercer Langston (1829-1897): Advogado da Virgínia, representante da Câmara dos EUA e presidente do Instituto Normal e Colegial da Virgínia (atual Universidade Estadual da Virgínia);[183]
- Isaac Myers (1835-1891): Sindicalista e fundador do Sindicato Nacional dos Trabalhadores de Cor. Myers foi um pioneiro no ativismo trabalhista e sindical para os afro-americanos;[194]
- Robert Smalls (1839-1915): Herói do Exército da União na Guerra Civil, representante da Câmara dos Deputados da Carolina do Sul e fundador do Partido Republicano da Carolina do Sul. Smalls desempenhou um papel crucial na política e na luta pelos direitos civis;[195]
- Josephine St. Pierre Ruffin (1842-1924): Editora, organizadora e sufragista. Ruffin foi fundadora do Woman's Era, o primeiro jornal dedicado a mulheres afro-americanas, e uma destacada defensora dos direitos das mulheres e da igualdade racial;[196]
- Sojourner Truth (1797-1883): Oradora e ativista. Truth é conhecida por suas contribuições à abolição da escravidão e pelos direitos das mulheres;[197]
- Booker T. Washington (1856-1915): Educador, autor e primeiro diretor do Instittuto Tuskegee. Washington foi uma figura proeminente na educação e no desenvolvimento da comunidade afro-americana;[178]
- Ida B. Wells (1862-1931): Jornalista, editora de jornal e ativista. Wells foi uma das principais vozes contra os linchamentos e uma defensora dos direitos civis.[198]

### Liderança
- Rabinowitz, Howard (1982). Southern Black Leaders of the Reconstruction Era. [S.l.]: University of Illinois Press. ISBN 978-0252009723
- Dray, Philip (2010). CAPITOL MEN: The Epic Story of Reconstruction Through the Lives of the First Black Congressmen. [S.l.]: Mariner Books. ISBN 978-0547247977
- Foner, Eric (1993). Freedom's Lawmakers: A Directory of Black Officeholders During Reconstruction. [S.l.]: Oxford University Press. ISBN 9780195074062
- Gatewood, Willard (1990). Aristocrats of Color: the Black Elite 1880-1920. [S.l.]: University of Arkansas Press. ISBN 9781610750257
- Holt, Thomas (1979). Black Over White: Negro Political Leadership in South Carolina During Reconstruction. [S.l.]: University of Illinois Press. ISBN 9780252007750
- Hume, Richard; Gough, Jerry (2008). Blacks, Carpetbaggers, and Scalawags: The Constitutional Conventions of Radical Reconstruction. [S.l.]: LSU Press. ISBN 978-0807133248
- Heersink, Boris; Jenkins, Jeffery (2020). Republican Party Politics and the American South, 1865-1968 (PDF). [S.l.]: Cambridge University Press. ISBN 978-1107158436
- Loewenberg, Bert; Bogin, Ruth (2010). Black Women in Nineteenth-Century American Life: Their Words, Their Thoughts, Their Feelings. [S.l.]: Penn State Press. ISBN 9780271038247
- Pitre, Merline (1986). Through Many Dangers, Toils, and Snares: The Black Leadership of Texas, 1868-1900. [S.l.]: Eakin Pr. ISBN 978-0890155240
- Vincent, Charles (1969). «Negro Leadership and Programs in the Louisiana Constitutional Convention of 1868». Louisiana Historical Association. Louisiana History: The Journal of the Louisiana Historical Association. 10 (4): 339-351. Consultado em 17 de setembro de 2024
- Smith, Jessie (2017). Encyclopedia of African American Business: Updated and Revised Edition. [S.l.]: Greenwood. ISBN 978-1440850271
- Walters, Ronald (2019). African American Leadership. [S.l.]: SUNY Press. ISBN 9780791441459

#### Materias específicos sobre os líderes
- Brock, Euline W. (1981). «Thomas W. Cardozo: Fallible Black Reconstruction Leader». Southern Historical Association. The Journal of Southern History. 47 (2): 183-206. Consultado em 17 de setembro de 2024
- Grosz, Agnes Smith (1943). The political career of Pinckney Stewart Pinchback. [S.l.]: Louisiana State University
- Harlan, Louis (1972). Booker T. Washington: Volume 1: The Making of a Black Leader, 1856-1901. [S.l.]: Oxford University Press. ISBN 978-0195015966
- Harris, William (1971). «James Lynch: Black Leader in Southern Reconstruction». Taylor & Francis, Ltd. The Historian. 34 (1): 40-61. Consultado em 17 de setembro de 2024
- Haskins, James (1973). Pinckney Benton Stewart Pinchback. [S.l.]: Macmillan
- Klingman, Peter (1976). Josiah Walls: Florida's Black Congressman of Reconstruction. [S.l.]: University Presses of Florida. ISBN 9780813003993
- Lamson, Peggy (1973). The Glorious Failure: Black Congressman Robert Brown Elliott and the Reconstruction in South Carolina. [S.l.]: Norton. ISBN 9780393054514
- McFreely, William (1995). Frederick Douglass. [S.l.]: Norton. ISBN 9780393313765
- Norrell, Robert (2003). «Booker T. Washington: Understanding the Wizard of Tuskegee». The JBHE Foundation, Inc. The Journal of Blacks in Higher Education (43): 96-109. Consultado em 17 de setembro de 2024
- Norrell, Robert (2009). Up from History: The Life of Booker T. Washington. [S.l.]: Harvard University Press
- Richardson, Joe (1964). «Jonathan C. Gibbs: Florida's Only Negro Cabinet Member». Florida Historical Society. The Florida Historical Quarterly. 42 (4): 363-368. Consultado em 17 de setembro de 2024
- Woody, R. H. (1933). «Jonathan Jasper Wright, Associate Justice of the Supreme Court of South Carolina, 1870-77». The University of Chicago Press. The Journal of Negro History. 18 (2): 114-131. Consultado em 17 de setembro de 2024
- White, Richard (2017). The Republic for Which It Stands: The United States during Reconstruction and the Gilded Age, 1865-1896. [S.l.]: Oxford University Press. ISBN 978-0199735815

### Gênero
- Bond, Beverly (2000). «"Every Duty Incumbent Upon Them": African-American Women in Nineteenth Century Memphis». Tennessee Historical Society. Tennessee Historical Quarterly. 59 (4): 254-273. Consultado em 17 de setembro de 2024
- Clinton, Catherine (1992). «Bloody Terrain: Freedwomen, Sexuality and Violence During Reconstruction». Georgia Historical Society. The Georgia Historical Quarterly. 76 (2): 313-332. Consultado em 17 de setembro de 2024
- Edwards, Laura (1997). Gendered Strife & Confusion: The Political Culture of Reconstruction. [S.l.]: University of Illinois Press. ISBN 9780252066009
- Farmer-Kaiser, Mary (2010). Freedwomen and the Freedmen's Bureau: Race, Gender, and Public Policy in the Age of Emancipation. [S.l.]: Fordham University Press
- Frankel, Noralee (1999). Freedom S Women: Black Women and Families in Civil War Era Mississippi. [S.l.]: Indiana University Press. ISBN 978-0253334954
- Hunter, Tera (1997). To ’Joy My Freedom: Southern Black Women’s Lives and Labors after the Civil War. [S.l.]: Oxford University Press
- Oglesby, Catherine (2010). «Gender and History of the Postbellum U.S. South». History Compass. 8 (12): 1369-1379. Consultado em 17 de setembro de 2024
- Olson, Lynne (2001). Freedom's Daughters: The Unsung Heroines of the Civil Rights Movement from 1830 to 1970. [S.l.]: Simon and Schuster. ISBN 9780684850122

### Estudos estaduais e locais
- Cresswell, Stephen (2007). Multiparty Politics in Mississippi, 1877-1902. [S.l.]: University Press of Mississippi
- Katzman, David (1973). Before the Ghetto; Black Detroit in the Nineteenth Century. [S.l.]: University of Illinois Press. ISBN 9780252002793
- Doyle, Don Harriso (1990). New Men, New Cities, New South: Atlanta, Nashville, Charleston, Mobile, 1860-1910. [S.l.]: University of North Carolina Press. ISBN 9780807818831
- Drago, Edmund (1992). Black Politicians and Reconstruction in Georgia: A Splendid Failure. [S.l.]: University of Georgia Press. ISBN 9780820314389
- Green, Hilary (2016). Educational Reconstruction: African American Schools in the Urban South, 1865-1890. Col: Reconstructing America. [S.l.]: Fordham University Press. ISBN 978-0190235246
- Hornsby Jr., Alton (2011). Black America: A State-by-State Historical Encyclopedia. [S.l.]: Greenwood. ISBN 978-0313341120
- Hornsby Jr., Alton (2015). A Short History of Black Atlanta, 1847–1993. [S.l.]: A Short History of Black Atlanta, 1847–1993. ISBN 978-1608625932
- Jenkins, Wilbert (1998). Seizing the New Day: African Americans in Post-Civil War Charleston. Col: Blacks in the Diaspora. [S.l.]: Indiana University Press. ISBN 978-0190235246
- Jewell, Joseph (2007). Race, Social Reform, and the Making of a Middle Class: The American Missionary Association and Black Atlanta, 1870-1900. [S.l.]: Rlpg/Galleys. ISBN 978-0742535466
- Wharton, Vernon Lane (2018). The Negro in Mississippi, 1865-1890. [S.l.]: University of North Carolina Press. ISBN 978-0807850282